# ヴァーミリオン (ゲーム)
『ヴァーミリオン』（英題：Sword of Vermilion）は、セガから発売されたゲームソフト。ジャンルはアクションロールプレイングゲーム。メガドライブ用ゲームソフトとして1989年に発売された。開発はSEGA-AM2が行っており、体感ゲーム開発陣によるロールプレイングゲームとして話題となった。

## システム
本作は、パーティー制ではなく、主人公の一人旅という形式がとられている。
マップの移動は『ウィザードリィ』（1981年）に代表される3Dダンジョンシステム。屋内、屋外ともに3D画面で表現されるが、街の中は鳥瞰図で表現される。戦闘時も鳥瞰図視点となり、武器、魔法を活用した、アクション性を持ったものとなっている。

### 戦闘システム
前述の通り、鳥瞰視点のアクションゲームである。フィールドで敵と遭遇すると戦闘画面に切り替わる。剣を振るボタンと魔法攻撃のボタンを駆使して戦う。但し、通常攻撃は武器を装備していないと、魔法は魔法書を装備していないと使用はできない。魔法は様々な軌道を描き敵を攻撃する。なお、魔法は攻撃用だけではなく、ヒットポイントの回復などの補助魔法も存在する。画面左右の端まで移動すると逃走扱いとなる。

### ボス戦
ボスとの戦闘に限り、真横視点の戦闘画面となる。この状態では主人公は前進、後退、しゃがむ、攻撃のみが行える。回避不可能な位置に飛び道具を撃ってくるボスがいるが攻撃で無効化できるなどもある。魔法は使用不可。通常戦闘と異なり、間合いと攻撃のタイミングが重要となる。

### アイテムの売買
当時のRPGにしては珍しく、同じアイテムでも商店(場所)によって販売価格が異なり、同じ商品でも物価が高い街は高く売られてることがある。極端な例としては、同じ魔法書が町によって売られてる価格が約3倍の差があるものなどがある。また昔のRPGによくあり、本作も例外ではない「アイテム」はほとんど商店に売ることが可能だが、売却価値と商店の比は一定ではない(買い取り価格はどの商店でも同じ)。本作でアイテムとして消耗道具や魔法書も同様である。特に顕著なのが装備品で、販売価格の8割と高額で買い取ってくれるものもあれば、強力なアイテムにもかかわらず販売価格の約20分の1というものもある。全てがそうではないが、基本的に貴金属や宝石の名前がついているものは買い取り価格が高い傾向にある(シルバー、ゴールド、プラチナ、エメラルド、ダイアモンドなど)。

### セッティング
ストーリーの王国の称号に「セント・ヴァーミリオン」「テンプル・ヴァーミリオン」など随所に「ヴァーミリオン」が使われ、海外タイトル名と本作の武器に「Sword of Vermilion」(日本語版でのアイテムの武器表記は「ソード・オブ・バーミリオン」となっているが)」とあるが、他にも装備武具全てに「カーマインシールド(海外表記も「Carmine Shield」特殊能力はないが最高のアーマークラスの盾)」「クリムゾンアーマー(海外表記も「Crimson Armor」アーマークラスは最強の鎧の6割程度だが、装備しているとフィールドを一歩前進するとHPが5回復し、一歩後退するとHPが2回復する)」と、優秀な性能を持つ武具の剣・鎧・盾それぞれ一つずつとストーリーに「赤系統の色名」が使われている。
本作は街の人々の会話のセンスが独特で、いくつかネタ的な会話もあり、その雰囲気が楽しい作品としてインターネット上で話題を集めた事もある。この雰囲気は、同じくSEGA-AM2が開発した『レンタヒーロー』で大きく花開くこととなる。

## ストーリー
「力のセント・ヴァーミリオン」の称号を持つ、アーネスト国のロルカ3世は、兵を率いてフョードル国を攻める。フョードル城がアーネスト国の兵士たちに囲まれる中、「知識のセント・ヴァーミリオン」こと国王・リラダン5世は、家臣のシャトリアンに命令し、まだ幼い王子（のちの主人公）と「知識の指輪」を託して城から脱出させる。
その後、シャトリアンは王子を連れてスタッツ村に到着し、18年間わが子として育て上げる。
そして、死の間際、シャトリアンはわが子に、自分の血を分けた子ではなくフョードル国の王子であることを告げる。主人公は王家に代々受け継がれた指輪を手に、アーネスト国打倒という二人の父の遺志を継ぎ、冒険を始める。

## 登場人物

### 主要人物
主人公
スタッツ村で育った青年。名前はプレイヤーが設定する。その正体はフョードル国王リラダン五世の息子。幼き日に故郷が攻め滅ぼされ、シャトリアンに連れられて城からスタッツ村に辿り着いた。以来、18年間シャトリアンの息子として何も知らずに平穏に暮らしていたが、今際の際のシャトリアンに真実を告げられ、指輪を集める冒険の旅に出る。ボス戦ではプレートアーマーを着込み、ボスモンスターとの一騎打ちに臨む。
ストーリー中は基本的に喋らないがエンディングでは台詞があり、アイテムの中にも使うと主人公が喋り出すものがいくつかある。
シャトリアン
主人公の養父。リラダン五世の家臣であるテンプル・ヴァーミリオンの一人。フョードル陥落の際、リラダン五世より幼き主人公と「知識の指輪」を託され、城から落ちのびた。主人公の事は実の息子のように育てていたが、死期を悟り、全てを打ち明けて息を引き取る。死後も主人公を見守っており、戦闘で敗北する度に「お前がこの世界に来るのは速過ぎる！！」と言って主人公を教会に送り届ける（デスペナルティとして所持金の半分をお布施を強制的に収めることになる）。高額だがピンチのときデスペナルティなしで教会に帰ることができる「自殺アイテム(消耗品)」があり、その時は「命を粗末にするとは何事だ！！」と叱咤する(仮死状態だったのでデスペナルティのお布施が必要ないという設定)。また主人公がラジェルの人妻と逢瀬を重ねて力尽きると「そんな子に育てた覚えはない！」と激怒し、主人公のレベルを1まで下げてしまう。
リラダン五世
フョードル国の王で主人公の実父であり、「知識」のセント・ヴァーミリオン。国を平和に治めていたが、18年前のアーネスト国の侵攻の際、幼い息子をシャトリアンに託して命を落とした。

### サブキャラクター
エリアス王
「天空の指輪」を持つエリアス国の王。最近になって人が変わったように横暴になり、食欲も人間離れしだしたと言う。主人公を気に入ってエリアスで暮らすように強要する。実はアーネストのモンスター（ブルードラゴン）が化けた偽物で、本物は地下牢に幽閉されていた。しかし一度だけ本物も同じように主人公をエリアスで暮らさないかと誘う。偽物は「G教」なる新興宗教で寄付金を巻き上げていた事が住人の話から分かる。
クルト王
「風の指輪」を持つクルト国の王。民の事を考える良き為政者だが、子供っぽい性格で大好物の「てんたけ」という茸を前にすると我を忘れてはしゃいでしまう。
ユルジス王
「火の指輪」を持つユルジス国の王。正義感の強い性格で、当初は主人公にすぐに指輪を託そうとするが、モンスターの策略で魔導書を盗んだ事になってしまった主人公を責め、容疑を晴らすように命じる。しかし結果的にユルジスはモンスターの襲撃を受け、多数の市民が重傷を負わされた上に指輪まで奪われてしまい、自分の間違いに気付く。容疑が晴れた後は主人公に医者を呼んで民を救う事を依頼する。
パム
バリッシュの村に住む医者。大怪我を負ったユルジスの人々を瞬く間に治療するほどの優れた腕の持ち主だが、寝起きが非常に悪く主人公が訪れた時も寝ぼけており、目覚まし時計を鳴らさないとまともに会話が出来ない。
ナスターシャ
王亡き後、二人の大臣が後継者争いを繰り広げているイーデン国の王女。亡き父・バラム一世はリラダン五世、ロルカ三世の親友であり、幼い頃からリラダン五世の息子（主人公）の事を聞かされていた。王位継承者の証である「水の指輪」を主人公に手に入れるように依頼する。初めて会った時から主人公に惚れていた事を明かし、エンディングで結婚した事が語られる。
アルム
バラム一世が最も信頼していた家臣。ラグルとリグロが王位を継承する事を阻止し、相応しい人物に「水の指輪」を渡すべく洞穴の奥に閉じ篭っている。主人公を初めて対面した時は「もっと高貴な方だと聞いていた」と信用しなかったが、証を立てた事でフョードル王子と認め、ナスターシャ王女と半ば強引に婚約させる。
ラグル
リグロ
イーデン国の二人の大臣。王の死後、次期国王の座を巡って争っているが、国民にはどちらも嫌われている。主人公の介入で目論見が外れた後は姿を消すが、アーネストの力で赤いデーモンとして融合させられ、最終ダンジョンにて主人公の前に立ちはだかる。
クレアラ王
「美の指輪」を持つクレアラ国の王。主人公の偽物に騙されて指輪を渡してしまった。更にその暴虐を止められず、国民に苦しい生活を強いてしまっている。
ラジェルの人妻
村中の男性が強制連行されたラジェルの村に住む女性。夫を連れて行かれた寂しさから主人公を誘うが、彼女と一夜を共にするとHPが半減してしまう。HPが尽きるまで繰り返すとシャトリアンの項で前述したような事態になってしまうが、死なないように回復しながら繰り返すとやがて彼女の方が音を上げる。ラジェルのイベントをクリアすると夫が帰ってくるため、逢瀬は不可能となる。
マコーミック王
「大地の指輪」を持つマコーミック国の王。強欲な性格であまり人望は無く、兵士にも安月給をぼやく者がいるほど。主人公を再三ダンジョンに宝石を取りに行かせた挙句、引き換えに渡した指輪は偽物であった。しかし直後にアーネスト軍のモンスター（レッドサイクロプス）により指輪を奪われてしまう。主人公がマコーミックに戻ると既に街は廃墟と化しており、王がただ一人虫の息で倒れているだけだった。モンスター襲撃の際は国民にも兵士にも置き去りにされたらしく、死の間際になって自身の愚かさを悟り、息を引き取る。
主人公の母
主人公の生みの親であり、リラダン五世の元妻。リラダン五世亡き後は強引にロルカ三世と再婚させられた為、現在ではアーネスト国の王妃である。ロルカ三世によってアーネスト国中の女性諸共石化させられているが、主人公がロルカ三世を倒した事で解放される。エンディングでは主人公と共にシャトリアンの墓参りの為にスタッツに向かう。

### アーネスト軍
サイクロプス
グローレンの村の住人から若さを吸い取っていたモンスター。当初は人間の若者の姿だが、戦闘になると巨大な真の姿を現す。
商人の少女（ブルーデーモン）
洞穴の奥という変わった所で商売をする幼い少女。主人公に古の魔導書を売る。しかし実は商品は全て盗品であり、魔導書はユルジスの城から盗んだもの。その所為で主人公は窃盗の嫌疑を掛けられてしまう。主人公に問い詰められるとブルーデーモンとしての本性を現し、襲い掛かる。敗北後は一度は改心した素振りを見せるが、その後でユルジスの街を襲撃し、指輪を強奪する。更にアーネスト軍と戦う主人公の存在をロルカ三世に報告するが、最後は主人公に倒される。
主人公の偽物
アーネスト軍のネクロマンサー。主人公が到着する少し前にクレアラに現れ、主人公に化けて国王から指輪を奪い取った。更にクレアラの兵士を皆殺しにし、自身の配下のモンスターに成り代わらせていた。主人公の名を騙って暴虐の限りを尽くす事で、主人公を世間から孤立させようと目論むも、最後は洞穴に乗り込んで来た主人公に倒される。しかし指輪は既にロルカ三世の手に渡っていた。
ラグラッツの女性（レッドドラゴン）
ラグラッツ村の住人で、主人公のファンを自称する。主人公に手料理を振る舞うが、それを食べた主人公は魔法でも教会でも治せない猛毒に掛かってしまう。実はアーネスト軍の刺客（住民によると彼女の家は空き家で、誰も住んでいなかったという）。後に最終ダンジョンにて再び主人公の前に立ちはだかり、レッドドラゴンに変身して襲い掛かってくる。
ゴールドドラゴン
アーネストの街の市民を石化させたモンスター。城を離れたロルカ三世の命令で、街そのものを主人公の墓とするべくアーネスト城にて待ち受ける。
レッドサイクロプス
最終ダンジョンにて主人公の前に立ちはだかるボスモンスター。マコーミックを滅ぼした張本人であり、主人公を殺した後はその故郷であるスタッツを滅ぼしてやると豪語するが、最期は主人公に倒される。
ロルカ三世
本作のラストボス。アーネスト国王で「力」のセント・ヴァーミリオン。「力の指輪」と8個の「悪の指輪」を持つ。かつては人格者であったがある時を境に豹変。フョードル国を滅ぼし、邪悪な魔力によって魔物をも従えて世界を恐怖で支配しようとしている。
過去に親友であるリラダン五世と共に善と悪の16個の指輪を探す旅をしていたが、先に悪の指輪が揃ってしまった事で精神が蝕まれ始める。同じく侵蝕が始まっていたリラダン五世と互いの命を絶つ事で邪悪の拡散を防ごうとしたものの、悪の指輪に深く侵蝕されたロルカ三世は本来の意思に反して死を拒み、やがて自身の悪の心が産み出した悪魔に支配されてしまった。最終決戦にて主人公が悪魔を倒した事で正気に戻り、真実を語った後に息を引き取る。
悪魔
本作の真のラストボス。8個の悪の指輪とロルカ三世の中にあった悪の心が呼応して生まれた存在。人格者であったロルカ三世の精神を蝕み、豹変させた元凶である。主人公とロルカ三世の最終決戦に際し、醜悪な怪物として実体化する。

## 移植版
| No. | タイトル                                     | 発売日                                           | 対応機種                                           | 開発元          | 発売元       | メディア | 型式                                                                        | 売上本数 | 備考                                                                  |
| --- | -------------------------------------------- | ------------------------------------------------ | -------------------------------------------------- | --------------- | ------------ | --- | --------------------------------------------------------------------------- | -------- | --------------------------------------------------------------------- |
| 1   | ヴァーミリオン                               | 2007年2月27日 2007年3月5日 2007年3月1日          | Wii                                                | SEGA-AM2        | セガ         | ダウンロード （バーチャルコンソール）                                                                                    | -                                                                           | -        | 日本では2019年1月31日 配信・販売終了                                  |
| 2   | Sword of Vermilion                           | 2010年10月26日                                   | Windows                                            | SEGA-AM2        | セガ         | ダウンロード (Steam) | -                                                                           | -        |                                                                       |
| 3   | Sega Genesis Classics                        | 2018年5月29日 Switch 2018年12月7日 2018年12月6日 | Linux macOS PlayStation 4 Xbox One Nintendo Switch | d3t セガ        | セガ         | ダウンロード (Steam、PlayStation Store、 Microsoft Store、 ニンテンドーeショップ) BD-ROM Nintendo Switch専用ゲームカード | PS4 CUSA-10828 CUSA-09771 XBO INL-SE10663080 Switch HAC-P-AQGKB HAC-P-AQGKA | -        |                                                                       |
| 5   | 石中劍                                       | 日本を除く東アジア圏 2019年9月19日               | メガドライブ ミニ                                  | エムツー        | セガゲームス | プリインストール | -                                                                           | -        | 本体にあらかじめ収録済み42タイトルの一つ 日・北米・ユーロ版には未収録 |
| 6   | セガ メガドライブ for Nintendo Switch Online | 2021年12月17日                                   | Nintendo Switch                                    | 任天堂 エムツー | 任天堂       | ダウンロード | -                                                                           | -        |                                                                       |

## スタッフ
- ディレクター：SADA（浜垣博志）
- シナリオ・ライター：NAMAKO（岡安啓司）
- ゲーム・デザイン：SADA（浜垣博志）、NAMAKO（岡安啓司）、MADOKA（木村智治）
- チーフ・プログラマー：MADOKA（木村智治）
- チーフ・デザイナー：KEY
- メイン・プログラム：MADOKA（木村智治）、MINI-YASU（岡安啓司）
- プログラム：ついつい=BAMBAM（三船敏）、ZEAS-Q、LALF2
- サウンド・プログラム
  - 68000：HIRO（川口博史）
  - Z80：YAS（高木保浩）
- バックグラウンド・デザイン：KEY (LOVELY CYNDI)
- プレイヤー・デザイン：GUDON
- ボス・デザイン：GUDON、PAPA
- エネミー・デザイン：GUDON、PAPA、ROBO
- オープニング・デザイン：けんさん
- タイトル・デザイン：はくしょん だいまおう&まきこ
- アスキー・デザイン：KEY
- マップ・デザイン：SADA（浜垣博志）、KOBO-YASU（岡安啓司）
- マップ・エディット：CO'MATCH、LUCY
- サウンド (BGM) ：HIRO（川口博史）、YAS（高木保浩）
- サウンド（エフェクト）：れいさんくひとみちゃん（高木保浩）
- ゲーム・チェック：ざしきいぬ
- マニュアル・ライト：DUKE（木村智治）、PIG-YASU（岡安啓司）
- スペシャル・サンクス：YU（鈴木裕）、BIN（三船敏）

## 評価
- ゲーム誌『ファミコン通信』の「クロスレビュー」では合計27点（満40点）[10]、『メガドライブFAN』の読者投票による「ゲーム通信簿」での評価は以下の通り17.50点（満30点）となっている[1]。同雑誌1993年7月号特別付録の「メガドライブ&ゲームギア オールカタログ'93」では、「フィールド画面を、2Dと3Dで表示するシステムが初心者にも分かりやすい」と紹介されている[1]。

| 項目 | キャラクタ | 音楽 | 操作性 | 熱中度 | お買得度 | オリジナリティ | 総合  |
| 得点 | 2.73       | 3.47 | 2.61   | 2.85   | 2.71     | 3.13           | 17.50 |